# Moravská zemská knihovna v Brně
Moravská zemská knihovna v Brně (MZK) je veřejná knihovna v Brně, která je druhou největší v Česku. Jejím zřizovatelem je Ministerstvo kultury České republiky a má formu státní příspěvkové organizace. Sídlí v budově z roku 2001 v Kounicově ulici ve čtvrti Veveří. Plní funkci krajské knihovny v Jihomoravském kraji. Moravská zemská knihovna je knihovnou s univerzálním knihovním fondem, doplněným specializovanými fondy. Zpracovává a uchovává konzervační fond (na základě práva povinného výtisku), buduje a uchovává historický fond (soubor rukopisů, starých tisků, grafiky a mapy). Jako výzkumná organizace se podílí na evropských a národních projektech, především z oblasti digitalizace a ochrany fondů. Knihovna pořádá pravidelně výstavy, přednášky a další kulturní akce.
Součástí MZK je coby jeho sekce České literární centrum, které sídlí v Praze a které působí jako státní literární agentura, vzniklá roku 2017.

## Historie

### Vznik
Předchůdcem Moravské zemské knihovny byla knihovna Hospodářské společnosti pro Moravu (Společnost pro hospodářství a svobodná umění – Gesellschaft des Ackerbaues und freien Künste) založená 30. března 1770. Hospodářské společnosti, jejichž úkolem bylo podporovat rozvoj zemědělské výroby, byly zakládány z iniciativy státu a byly navázány na státní orgány. Působnost brněnské Hospodářské společnosti byla omezena pouze na zkoušky a imatrikulace hospodářského úřednictva nebo vydávání dobrozdání vyžádaných moravským guberniem. Příruční knihovna byla pravděpodobně součástí inventáře už od vzniku tohoto spolku, o čemž svědčí také vlastnická razítka v některých tiscích, písemné doklady o vlastnictví knih máme však až z počátku 19. století.
Dne 11. prosince 1804 došlo na základě dvorského dekretu ke sloučení stagnující Hospodářské společnosti s podobně zaměřenou přírodovědnou institucí, Soukromou společností přátel sdružených za účelem zvelebování přírodoznalství a vlastivědy, založenou v roce 1794. Vznikla tak Moravskoslezská společnost pro zvelebení orby, přírodovědy a vlastivědy (k. k. mährisch-schlesische Gesellschaft zur Beförderung der Ackerbaues, der Natur- und Landeskunde). Šlo o organizované seskupení složené především z představitelů šlechty a brněnské inteligence, v rámci této společnosti se rozvíjela i knihovna, která byla pravděpodobně umístěna v paláci hraběte Kounice na Velkém náměstí (nyní náměstí Svobody), kde se společnost scházela. Ředitelem korporace byl zvolen Antonín Bedřich Mitrovský a poté, co 6. ledna 1807 ze zdravotních důvodů odstoupil, ho na postu ředitele nahradil Hugo František Salm.
První písemné doklady o vlastnictví knih společnosti pochází z doby, kdy si hospodářská společnost začala soustavněji budovat a evidovat své sbírky. První knižní položka zapsaná v inventáři je datovaná 6. července 1808, jednalo se o publikaci bavorského policejního ředitele Johanna Bernharda Fischera o aklimatizaci cizokrajných rostlin Über den Körnerverlust im Saatgetraide… vydanou v Norimberku roku 1808. V roce 1808 tak byl vytvořen základ knihovny, která se později stala základem fondu Moravské zemské knihovny.

### Knihovna Františkova muzea
Počátek historie Moravské zemské knihovny v Brně je spojen s Františkovým muzeem – dne 29. července 1817 císař František I. vydal dekret schvalující vznik muzea, které bylo na jeho počest nazváno Františkovo. Veřejnost byla se založením muzea seznámena vyhláškou moravskoslezského gubernátora Antonína Friedricha Mitrovského dne 24. března 1818. Již od počátku svého vzniku bylo Františkovo muzeum úzce spjato s Hospodářskou společností, která se stala jednou z jeho zakládajících organizací. V červenci 1818 byly muzeu díky intervenci hraběte Mitrovského u olomouckého arcibiskupa Maria Tadeáše z Trautmannsdorfu propůjčeny k bezplatnému užívání budovy Biskupského dvora, kam byla spolu se sbírkami přemístěna také knihovna, která byla sloučena s příruční knihovnou Hospodářské společnosti. Prvním správcem knihovny Františkova muzea se stal profesor Albín Heinrich, který nastoupil v roce 1832 na místo muzejního konzervátora, správce mineralogické sbírky a knihovny Františkova muzea. V roce 1864 nastoupil na místo kustoda Františkova muzea Moriz Wilhelm Trapp a díky jeho péči se knihovní fond značně rozrostl, především z darů soukromých osob či institucí. Moriz Wilhelm Trapp se stal také autorem prvního tištěného knihovního katalogu vycházejícího v letech 1864–1896. Knihovna Františkova muzea se rozrůstala z nákupů i z darů, v roce 1882 je v tištěném katalogu zaznamenáno 33 707 jednotek. Knihovna Františkova muzea, v této době používána pouze jako příruční knihovna pro členy Hospodářské společnosti a badatele Františkova muzea, byla jednou z největších soukromých spolkových knihoven v habsburské monarchii.

### Veřejná knihovna
Dne 11. prosince 1883 v 9 hodin dopoledne byla muzejní knihovna nacházející se v přízemí Františkova muzea oficiálně zpřístupněna veřejnosti. Od této doby byla knihovna otevřena k užívání široké veřejnosti po celý rok s výjimkou období svátků a velkého úklidu, který byl prováděn pravidelně od 15. července do 15. srpna. Otevřena byla ve všední dny kromě pondělí od 9 do 12 a 16 do 19 hodin, v neděli od 9 do 12 hodin. Vstup do ní byl bezplatný a byla určena především odborné veřejnosti, profesorům i studentům. Od roku 1883 měla knihovna také zajištěny pravidelné finanční dotace od moravského zemského sněmu. Byl to první krok k vytvoření zemského statutu knihovny a pravidelný roční příspěvek dovolil zřídit i čítárnu a přibrat další pracovní sílu v osobě Wilhelma Schrama.
Již od roku 1882 se Christian d'Elvert pokoušel prosadit převzetí muzea a knihovny do zemské správy. Františkovo muzeum i Hospodářská společnost se potýkaly s finančními problémy a převzetím muzea zemskou správou by zajistilo dotace na rozšíření knihovního i muzejního fondu. Podstatnou roli vedoucí k reorganizaci muzea hrál vznik Muzejního spolku v roce 1888, který se stal centrem vědeckého a kulturního života, např. v roce 1890 se na popud členů Muzejního spolku zrodil mimořádný projekt Vlastivědy moravské. Díky aktivitě Muzejního spolku a jeho neustálým stížnostem na nečinnost Františkova muzea došlo k přebudování expozic, systematizaci doplňování sbírek a k větší otevřenosti této instituce občanům. Ve dnech 26. a 28. června 1899 byly uzavřeny smlouvy, na základě kterých Hospodářská společnost ukončila svou činnost a Františkovo muzeum i s knihovnou přešlo do vlastnictví země. Dne 11. ledna 1900 došlo k formálnímu předání muzea a jeho správou byla pověřena Moravská muzejní společnost, vzniklá 17. prosince 1899.
Od roku 1899 začala knihovna navenek vystupovat jako samostatná instituce pod názvem Zemská knihovna moravská. V této době měla knihovna 72 000 svazků knih, 1 200 rukopisů a 13 000 map. Od tohoto roku se také začala postupně osamostatňovat od Františkova muzea a vystupovat jako samostatná instituce.
Díky narůstajícímu fondu se začala knihovna Františkova muzea, které byly vyhrazeny dvě místnosti, potýkat s nedostatkem prostoru. V létě 1907 došlo k přestěhování knihovny z Biskupského dvora do nově postavené budovy Zemského domu II. na dnešním Žerotínově náměstí 3/5. V Zemském domě knihovna získala místnosti v levém křídle objektu, kromě půjčovny a většího skladiště zde byla k dispozici čítárna pro 70 návštěvníků a výstavní sál. V roce 1899 došlo k formálnímu a v roce 1907 k definitivnímu oddělení knihovny od Františkova muzea. V rámci pozemštění knihovny a jejího přestěhování do Zemského domu II. byla provedena delimitace mezi Zemskou knihovnou moravskou a Zemským archivem, sídlícím také v prostorách Zemského domu II. Zemský archiv získal od Františkova muzea rozsáhlou sbírku středověkých rukopisů výměnou za sbírku mincí a jiných muzejních předmětů. Knihovna tak byla ochuzena o cennou sbírku literárních rukopisů. Jako zemská instituce získala knihovna možnost pravidelného růstu, který jí zaručoval zemský rozpočet vyčleněním prostředků na nákup knih, inventáře, i jistotu pro personál.

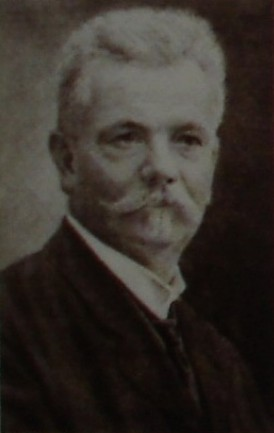
První ředitel Zemské knihovny moravské Wilhelm Schram

K definitivnímu oddělení finančního hospodaření knihovny od Františkova muzea došlo až k 1. lednu 1913. Prvním ředitelem Zemské knihovny moravské byl jmenován Wilhelm Schram, který ve Františkově muzeu působil od roku 1884 jako kustod a od 13. prosince 1890 jako knihovník a správce 60 000 tisků, které byly v knihovním fondu muzea uloženy. Ze Schramovy iniciativy se součástí knihovního fondu staly soubory grafických listů a map.

### Univerzitní knihovna
Knihovna od počátku spolupracovala s řadou brněnských spolků, díky nimž získala množství knižních přírůstků nebo deponátů, např. v roce 1907 byla do Zemské knihovny moravské deponována knihovna Matice moravské o rozsahu 3 504 jednotek. Na počátku 20. století se knihovna stala odbornou knihovnou spolupracující s univerzitami, a to i protože 28. ledna 1919 vláda ČSR přijala zákon o zřízení české univerzity v Brně a Ministerstvu školství a národní osvěty bylo uloženo zřídit pro ni vědeckou knihovnu. Univerzitní knihovnou se měla stát Zemská knihovna s již poměrně rozsáhlým knižním fondem. Jedinou otázkou zůstalo financování knihovny. Už od roku 1919, po ustavení univerzity a otevření její lékařské a právnické fakulty, provádělo ministerstvo praktické kroky k rozšíření knihovního fondu, a to nejen přidělováním každoročně poměrně vysokých dotací, ale také organizováním nákupů celých knihovních sbírek. Dne 15. července 1921 vláda ČSR schválila smlouvu o převzetí knihovny od země a dne 23. května 1923 se Zemská a universitní knihovna v Brně stala státní institucí spadající pod správu Ministerstva školství a národní osvěty. Jejím ředitelem byl jmenován stávající ředitel Jaroslav Sutnar.
Umístění Zemské a universitní knihovny zůstalo v původních prostorech Zemského domu II. Byla zde půjčovna, všeobecná studovna s maximálně 98 místy, která již v této době nedostačovala, profesorská studovna, výstavní sál, šatna, sedm kanceláří a pět místností skladišť.
V roce 1925 došlo k přesunu knihovny do místností nově postaveného Zemského domu III. na rohu Žerotínova náměstí a Kounicovy ulice. Byla rozšířena studovna, takže od 3. listopadu 1927 byla její kapacita 166 míst. Kapacita knihovny byla i tak nedostačující a roku 1929 ministerstvo školství schválilo výstavbu nové budovy knihovny.
Návrh nové budovy vypracoval v roce 1933 architekt Bohuslav Fuchs. Budova knihovny se měla stát nedílnou součástí plánovaného univerzitního městečka situovaného mezi ulice Kounicovu a Veveří. Kvůli hospodářské krizi však k realizaci novostavby nedošlo, přestože se za stavbu nové budovy knihovny postavila řada autorit a stávající prostory knihovny v Zemském domě byly již v této době zcela nevyhovující a nedostačující. Protože budova projektovaná Bohuslavem Fuchsem nebyla realizována, potýkala se knihovna i nadále s nedostatkem místa. V roce 1934 proto dalo ministerstvo školství řediteli Jaroslavu Sutnarovi doporučení, aby svazky starších, méně používaných knih a časopisů byly uloženy mimo prostory knihovny a uvolněné místo bylo vyhrazeno pro nové přírůstky. Pomocí depozitářů měl být alespoň načas vyřešen kapacitní problém knihovny.
V roce 1931 byl vydán první Čítárenský a výpůjční řád Zemské a universitní knihovny. Přístup do čítárny byl povolen každému, kdo překročil věk 14 let, v případě doporučení ředitele školy i čtenářům mladším. Většina knih byla půjčována prezenčně, čtenáři si mohli do čítárny objednat maximálně tři knihy, zábavné spisy a populární a politické časopisy se vydávaly jen na základě zvláštního povolení. Přístup k základnímu lístkovému katalogu byl umožněn výlučně vysokoškolským pedagogům. Právo půjčovat si knihy domů příslušelo pouze profesorům, dalším vyučujícím a studentům vysokých škol, učitelům středních škol, veřejným ústavům a organizacím; vědeckým a uměleckým pracovníkům se půjčovalo po složení peněžní zálohy 50 Kč. Veškeré služby poskytovala knihovna zdarma. Pro veřejnost byly studovny otevřeny od 8–13 a 14–19 hodin, půjčovna 9–12 a 15–19 hodin. Návštěvník mohl podat žádanku nejvýš na 3 díla a podané žádanky se vybíraly ze schránky po půl hodině.
Od roku 1935 se fond knihovny začal systematicky rozrůstat, neboť dne 28. května 1935 byla vydána vyhláška o povinném výtisku č. 118/1935 Sb. Knihovně od té doby docházela zdarma každá publikace vytištěná na Moravě a ve Slezsku. Knihovna také získala právo zakoupit do svých fondů za poloviční cenu publikace vytištěné v Čechách a na Slovensku. Právo povinného výtisku publikací vydaných v celé ČR má Moravská zemská knihovna v Brně dodnes.
Dne 1. května 1936 byly knihovně na 6 let pronajaty místnosti původní kavárny, které v této době vypršela 10letá smlouva. Do nových prostor byl přemístěn provoz pro čtenáře – všeobecná studovna s 234 místy, profesorská studovna s 24 místy, čítárna časopisů s 32 místy a půjčovna, ve které byl umístěn heslový, věcný a příruční lístkový katalog. V létě 1936 bylo provedeno generální přestěhování celého skladiště. K 31. prosinci 1936 měla knihovna ve fondu 371 002 svazků.
V době druhé světové války knihovna fungovala skoro bez omezení. Pro ochranu fondu byl již v roce 1938 ve sklepení Zemského domu vybudován bezpečný kryt pro uložení vzácných tisků. Výdejna, předsíň a čítárny byly opatřeny modrými žárovkami, které měly nahradit normální osvětlení v případě poplachu. Při leteckém náletu na Brno v listopadu 1944 byly částečně zasaženy i prostory knihovny v budově Zemského domu III. Po tomto zásahu započala německá správa knihovny stěhovat část fondu do externích depozitářů a nechala upravit část sklepů Zemského domu, kam byla také část fondu uložena. Vlastní činnost knihovny pak byla zredukována na nejnižší míru.
V květnu 1945 převzala správu knihovny revoluční garda, která vedením knihovny pověřila Marii Steppanovou. Dne 2. května 1945 došlo k otevření knihovny a 22. května 1945 byl zahájen její provoz pro širokou veřejnost. Nejdříve sice v provizorním režimu, ale protože knihovna nebyla výrazně poškozena válečnými událostmi, byla plně zprovozněna během roku 1945, kdy byla po prázdninách otevřena i velká studovna. V květnu 1945 byla také stávající knihovna rozšířena o další místnosti, které dříve sloužily provozu Brychtovy kavárny. Jednalo se o mramorový sál nacházející se v podzemí, Brychtovy kanceláře a obytné místnosti. O část Brychtova bytu bylo rozšířeno výpůjční oddělení, obytné pokoje byly zařízeny pro úředníky z oddělení heslového katalogu, informační služby i pro popis. V mramorovém sále byly nejdříve uskladněny německé knižní konfiskáty a následně tato místnost sloužila jako skladiště.
Od roku 1948 stál v čele knihovny Karel Vetterl působící dosud jako vedoucí hudebního oddělení Zemské knihovny.
V roce 1949 po zrušení zemského zřízení došlo ke změně názvu knihovny na Universitní knihovnu. Ve stejném roce došlo také k rozšíření knihovny o 25 místností v prvním poschodí nad studovnami, které byly upraveny pro knihovní potřeby. Uvolněné místnosti v přízemí knihovny byly adaptovány na skladiště a dílny. Čítárny byly doplněny novými stoly a také byly učiněny přípravy k zařízení knihařské dílny, kam byla do konce září 1949 dodána většina potřebných strojů, takže knihařská dílna začala svůj provoz 1. července následujícího roku. V této době bylo také zřízeno Oddělení rukopisů a starých tisků, v jehož čele stál Vladislav Dokoupil. Díky tomuto oddělení byla zachráněna řada klášterních i šlechtických knihoven. Po sistaci klášterů v roce 1950 převzala knihovna do správy jejich knihovny z brněnského a jihlavského kraje, které byly zachovány v původních celcích, většina i na původním místě.
I v poválečných letech se knihovna potýkala s nevyhovujícími prostory, nedostatkem personálu a nevyhovujícími podmínkami. K 31. prosinci 1950 bylo v knihovně celkem 678 122 zpracovaných a 305 000 nezpracovaných svazků. Knihovna měla 72 zaměstnanců, z toho jich v knihovně působilo 67. I kvůli neustále se zvětšujícímu fondu a zajištění plynulého provozu knihovny usilovalo vedení knihovny v průběhu 50. let 20. století o stavbu nové budovy. Z roku 1951 pochází projekt novostavby knihovny z ateliéru Jiřího Krohy. Nová budova měla nabídnout návštěvníkům to, co knihovna dosud postrádala: několik specializovaných studoven a badatelen, klubovny, kuřárny, písárny, přednáškový, koncertní a výstavní sál apod. Nakonec ani tato stavební realizace nebyla uskutečněna.

### Státní vědecká knihovna
V roce 1958 byla reorganizována síť státních vědeckých knihoven. Na základě této reorganizace došlo 1. listopadu 1958 ke sloučení Universitní knihovny, Státní pedagogické knihovny a Technické knihovny do společného celku pod názvem Státní vědecká knihovna v Brně (SVK). Organizační sloučení knihoven bylo provedeno na základě výnosu ministerstva školství a kultury ze dne 26. června 1958, čj. 01202/58 taj. Státní vědecká knihovna v Brně byla právnickou osobou a samostatnou rozpočtovou organizací a původním specializovaným knihovnám, které se po roce 1958 staly její součástí, bylo ponecháno jejich vedení, které se zodpovídalo řediteli Státní vědecké knihovny. Státní vědecká knihovna byla centrální institucí a jako taková měla na starost i organizaci zadávání zakázek nebo doplňování fondu. S fungováním knihovny je také spojeno vydávání metodických příruček, bibliografických soupisů a odborných publikací.
Vůči veřejnosti se nic nezměnilo, šlo nadále o funkčně samostatné knihovny s vlastním zpracováním a doplňováním fondu, kterým zůstal vlastní okruh uživatelů. Všechny tři administrativně sloučené knihovny působily nadále na svých původních místech. V roce 1958 tak vznikla Státní vědecká knihovna, jejímž prvním ředitelem byl jmenován dosavadní ředitel Universitní knihovny, Miloš Papírník. Od této doby knihovna navenek vystupovala jako vědecká instituce, spolupracovala s brněnskými univerzitami a knižní fond byl specializován především na vědecké publikace. Státní vědecká knihovna představovala jakýsi centrální a řídící úřad, pod který spadaly původní vědecké knihovny. Od 60. let 20. století postupně docházelo k vnitřní integraci původně samostatných knihoven sloučením ekonomických a technických provozů, kdy bylo centrálně řízeno např. doplňování fondu nebo opravy budov.
Ke konci 60. let zintenzívněly snahy o prosazení a vybudování nové knihovny, v této době bylo v knižním fondu uloženy cca 3 miliony svazků a knihovnu navštěvovalo kolem 30 000 čtenářů. V polovině roku 1968 vyhlásil ředitel SVK Miloš Papírník anketu, kterou hodlal oživit zájem veřejnosti na případné novostavbě knihovny. Ani v 60. letech se novou budovu knihovny nepodařilo postavit a knihovna stále sídlila v Zemském domě III na Kounicově ulici.
Od roku 1976 se Státní vědecká knihovna stala regionálním centrem knihovnických a informačních služeb a stála v čele jednotné soustavy knihoven Jihomoravského kraje. V 70. letech v knihovně také vzniklo odborné pracoviště bibliograficko-informační služby, z jehož iniciativy byly vydávány četné soupisy knih nacházejících se ve fondu knihovny nebo v moravských klášterních knihovnách.
Od 1. ledna 1991 přešla Státní vědecká knihovna v Brně pod přímé řízení Ministerstva kultury ČR. Počátek 90. let přinesl výrazné změny v dosavadním fungování knihovny, začal být používán automatizovaný systém pro zpracování knihovnických záznamů Aleph, ve spolupráci Národní knihovnou ČR, Slovenskou národní knihovnou a Univerzitní knihovnou v Bratislavě začal být vytvářen souborný katalog.

### Moravská zemská knihovna

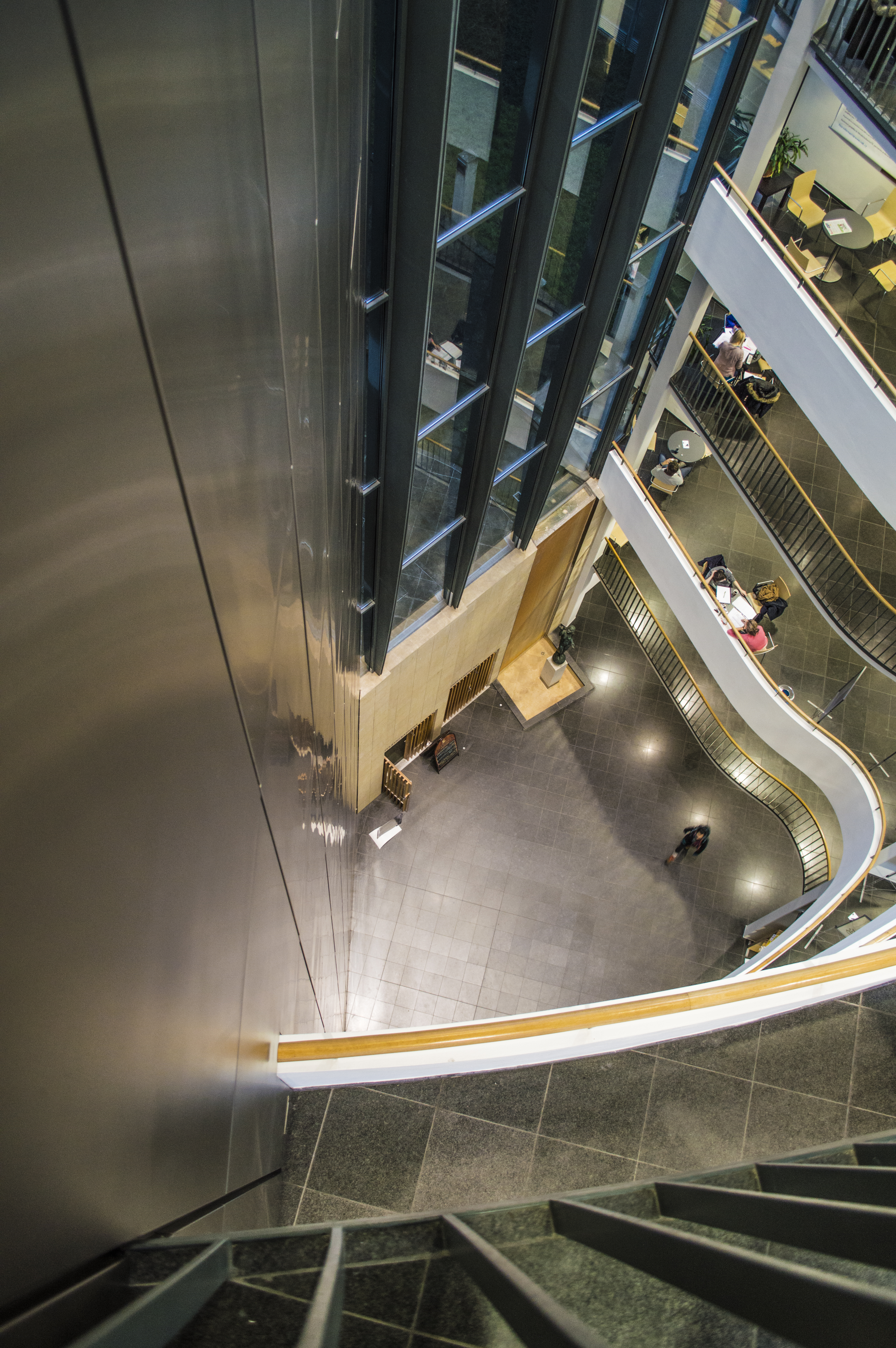
Atrium budovy knihovny

Roku 1993 byl přijat nový statut knihovny; ta se vrátila k historickému názvu Moravská zemská knihovna. Na přelomu tisíciletí došel konečně realizace záměr z 30. let na stavbu nové budovy. Omezená kapacita studoven i velké množství mimobrněnských depozitářů zabraňovalo řádnému fungování knihovny. Ve veřejné architektonické soutěži zvítězil návrh firmy ONEX Praha, generálním dodavatel byla společnost UNISTAV. Novostavba na Kounicově ulici, asi 1 km od původní budovy, byla otevřena 2. dubna 2001. Byly do ní umístěny nyní sloučené fondy Univerzitní knihovny, Pedagogické knihovny i Technické knihovny.
V průběhu 90. let bylo pro čtenáře otevřeno několik specializovaných studoven. Dne 26. února 1991 byla v budově Univerzitní knihovny otevřena Studovna rukopisů a starých tisků, jedna z mála v republice. V roce 1995 byla na pobočce na Solniční ulici otevřena studovna Hudebního oddělení, prvního plně automatizovaného úseku knihovny. V roce 1996 byl zahájen provoz Rakouské knihovny, která do Moravské zemské knihovny v Brně přešla z katedry germanistiky Filozofické fakulty Masarykovy univerzity. O rok později následovalo otevření Německé knihovny, jako pobočky Goethe Institutu. V roce 2002 MZK v Brně otevřela na základě dohody s Britskou radou v Brně Anglickou knihovnu a v červnu 2005 byla slavnostně otevřena INFO USA – Americká knihovna.
Roku 2010 byla knihovna výrazným způsobem renovována. Mezi největší změny patřilo přestěhování Zahraničních knihoven, které sídlily v budově na Solniční ulici, do hlavní budovy MZK, konkrétně do 2. patra. Původní Studovna humanitních věd byla přesunuta do 4. a 5. patra. Studovna technických věd se spojila se Studovnou biologických věd do Studovny přírodních a technických věd, která je nyní umístěna v 6. patře. Rovněž byly posíleny služby a knihovna prodloužila svoji otevírací dobu do 22. hodiny. Čtenářům byly také přiděleny čipové karty, které umožnily čtenářům snadnější kopírování a skenování. Knihovna zavedla nový nový vizuální styl, umožňující uživateli lepší orientaci v budově. V roce 2011 získala cenu Knihovna roku 2011 v kategorii Informační počin v poskytování veřejných knihovnických a informačních služeb za on-line zpřístupnění Mollovy sbírky a dlouhodobý rozvoj nástrojů pro prezentaci starých map, která má pro ČR význam i v mezinárodním kontextu. V témže roce byla MZK byla zapsána do seznamu výzkumných organizací.

#### Nová budova

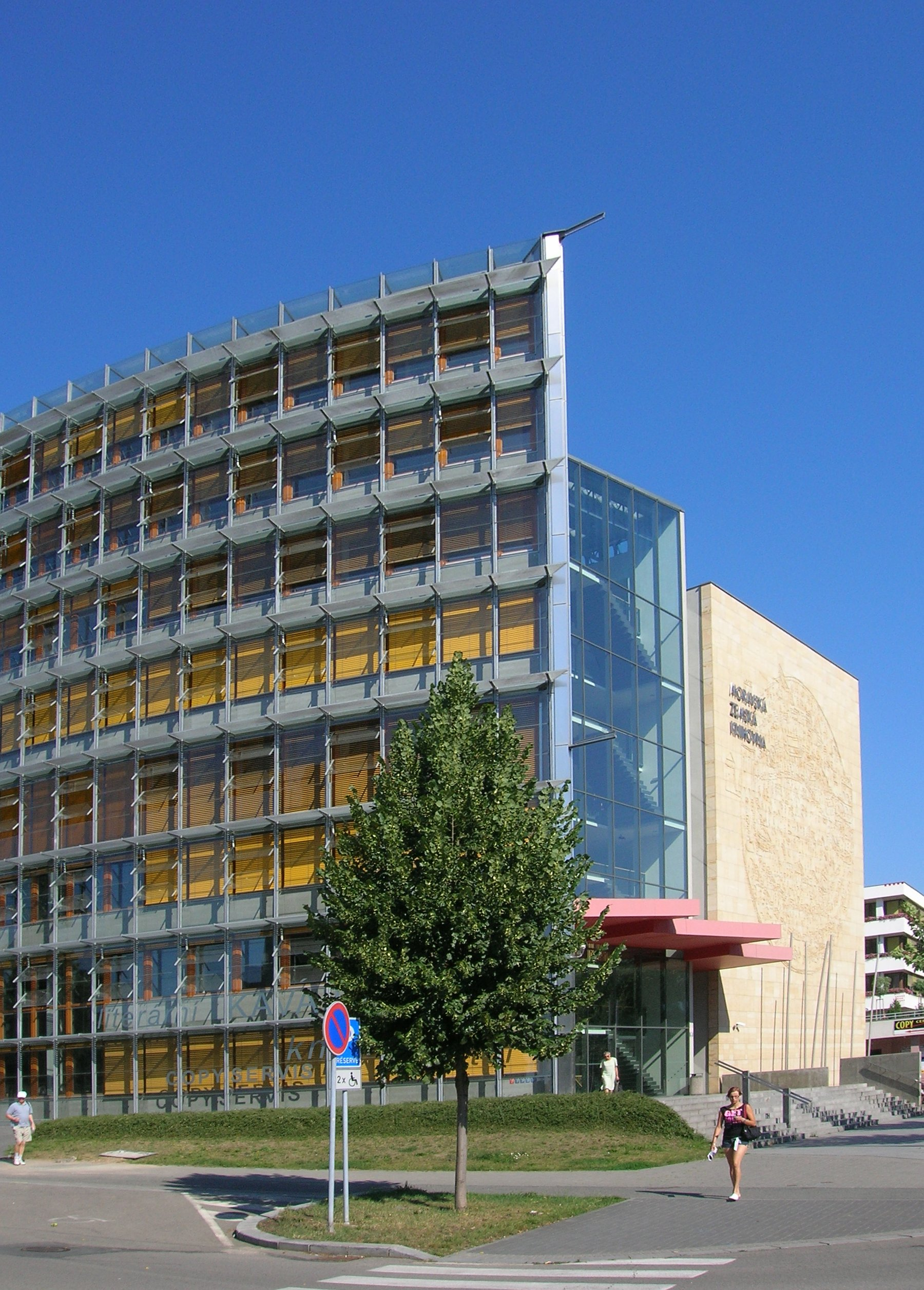
Hlavní budova Moravské zemské knihovny postavená v Kounicově ulici

V roce 1994 ředitel Moravské zemské knihovny Jaromír Kubíček ve spolupráci s kvestorem Masarykovy univerzity Františkem Galem připravili memorandum, které podepsali všichni rektoři šesti brněnských vysokých škol. V prohlášení mimo jiné stálo, že Brnu, v němž studuje na 30 000 vysokoškolských studentů a pracuje na 6 000 vědeckých a pedagogických pracovníků, chybí to nejdůležitější, co pro svůj rozvoj potřebují, tj. moderní knihovna s dostatečným technickým vybavením a studijním zázemím. V roce 1994 byla vyhlášena architektonická soutěž na stavbu nové budovy knihovny. Do soutěže se přihlásilo 34 architektonických nebo stavebních ateliérů a mezinárodní porota, jmenovaná ministrem kultury, vybrala ve veřejné soutěži studii architektů Tomáše Adámka, Petra Benedikta a kolektivu ateliéru ONEX.
Nová budova knihovny byla postavena v tzv. „akademické čtvrti“, na místě, které bylo stavbě knihovny vyhrazeno již ve 30. letech 20. století a knihovna zde byla plánována jak v návrhu Bohuslava Fuchse, tak i Jiřího Krohy. Pozemek pro výstavbu získala knihovna od Magistrátu města Brna a od Ministerstva obrany převodem zdarma. V červenci 1998 byla zahájena stavba, za dva a půl roku, v březnu 2001, byla zkolaudována. Dne 2. dubna 2001 byla novostavba v Kounicově ulici 65a otevřena pro veřejnost. Celkové náklady na stavu dosáhly 497,7 milionů korun, budova má osm nadzemních a tři podzemní podlaží. Za „vytvoření stavebně a architektonicky vysoce kvalitního kulturního a vědeckého zemského centra se zřetelem k důrazu na pohodu návštěvnického prostředí“ získala budova Moravské zemské knihovny ocenění Stavba roku 2001. V lednu 2023 otevřela knihovna v blízké Bulínově ulici nový depozitář pro 40 km knih, který je s knihovnou propojen podzemním tunelem z roku 2010.
Nová budova nabídla čtenářům komfortnější a technicky vybavené studovny, volný výběr novinek, rychlejší vyřízení objednávek nebo volný přístup k internetu. Díky novostavbě knihovny byla pod jednu střechu sjednocena všechna pracoviště. Postupně se do nové budovy přestěhovala nejen bývalá Universitní knihovna, ale i fondy Technické a Pedagogické knihovny. V suterénu bylo v rámci projektu Národní digitální knihovna zřízeno digitalizační pracoviště vybavené robotickými skenery. Významnou součástí knihovních fondů se v roce 2023 stala díla, překlady, recenze a literární archiv spisovatele Milana Kundery, které knihovně daroval.
Rozpis pater v budově:
- Přízemí – V přízemí se nacházejí knihy z absenčního volného výběru. Kromě půjčovny, informačního pultu, self-checku, šatny a Výstavní místnosti, se naproti vchodovým dveřím nachází Konferenční sál a kavárna.
- 1. patro – První patro je vizuálně znázorněno oranžovou barvou a nachází se zde absenční volný výběr, Meziknihovní výpůjční služba, Knihovna Milana Kundery a Šachový koutek Eduarda Lendla. Do roku 2023 se místo Knihovny Milana Kundery nacházely Týmová studovna a Tichá studovna.
- 2. patro – Druhé patro nese červenou barvu a jsou zde umístěny Zahraniční knihovny – konkrétně knihovna Anglická, Německá a Rakouská. Na stejném podlaží je rovněž možno naleznout Studovnu periodik a Tichou zónu v atriu.
- 3. patro – Ve třetím, opět červeném patře je možno navštívit Americkou knihovnu se čtenářským barem a Španělskou knihovnu.
- 4. patro – Ve čtvrtém poschodí označeném modrou barvou se nachází Studovna rukopisů a starých tisků, Videokonferenční místnost a Studovna humanitních věd s hudebním koutkem. Od čtvrtého patra nahoru jsou umístěny knihy k prezenční výpůjčce (knihy určené k prezenčnímu studiu, které nelze půjčit domů). Ve čtvrtém patře probíhá výdej prezenčních výpůjček objednaných ze skladů.
- 5. patro – Do pátého patra, které rovněž nese modrou barvu, je umístěna další část Studovny humanitních věd s částí starších ročníků časopisů.
- 6. patro – V šestém patře, označeném zelenou barvou, je umístěna Studovna přírodních a technických věd, Počítačová učebna a Malý sál.
- 7. patro – V sedmém, žlutém patře jsou umístěny starší ročníky časopisů z technických oborů a Týmová studovna.

## Služby

### Výpůjčky
Žádosti o absenční i prezenční výpůjčky jsou zpravidla vyřizovány do 1 hodiny, publikace z mimobrněnských depozitářů zpravidla do 7 dnů.

### Katalogy a databáze

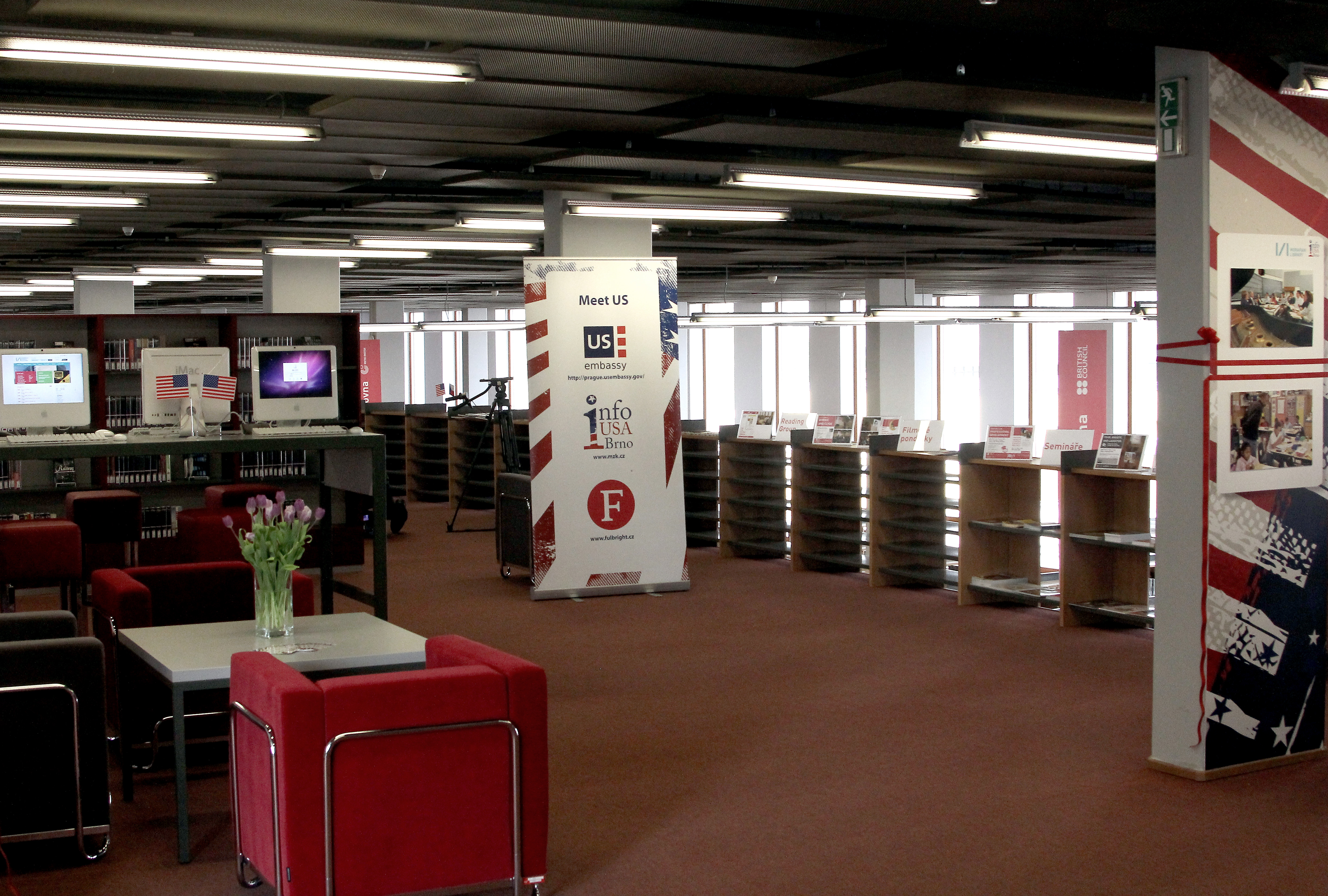
Znovuotevření Americké knihovny

Přírůstky od roku 1994 jsou zaznamenávány v elektronickém katalogu Aleph. Starší záznamy dostupné na digitalizovaných katalogizačních lístcích jsou postupně převáděny do elektronické podoby. Jsou přístupné z webových stránek MZK. V roce 2013 byl po více než ročním testování nasazen katalog VuFind, který má usnadnit vyhledávací proces a který v sobě také nese některé prvky webu 2.0.
Z počítačů ve studovnách MZK jsou volně dostupné vybrané české i zahraniční licencované online databáze a informační portály, další báze jsou k dispozici na CD/DVD. Samozřejmostí je přístup k internetu.
V prostorách knihovny je pro registrované čtenáře k dispozici bezdrátové připojení k internetu (Wi-Fi).

### Speciální služby
Moravská zemská knihovna zprostředkovává pro Jihomoravský kraj meziknihovní výpůjčky nejen z tuzemska, ale i ze zahraničí. Tato služba je zpoplatněna, není zahrnuta do čtenářského poplatku. Pracovníci knihovny na požádání vyhotovují odborné rešerše a poskytují individuální konzultace. Moravská zemská knihovna vytváří celorepublikovou bázi periodik.

### Vzdělávací funkce
Moravská zemská knihovna pořádá výukové kurzy práce s elektronickými informačními zdroji a speciální školení pro knihovníky. V prostorách knihovny jsou pořádány i veřejné přednášky, vstupní prostory slouží pro drobné výstavy.

### Regionální funkce

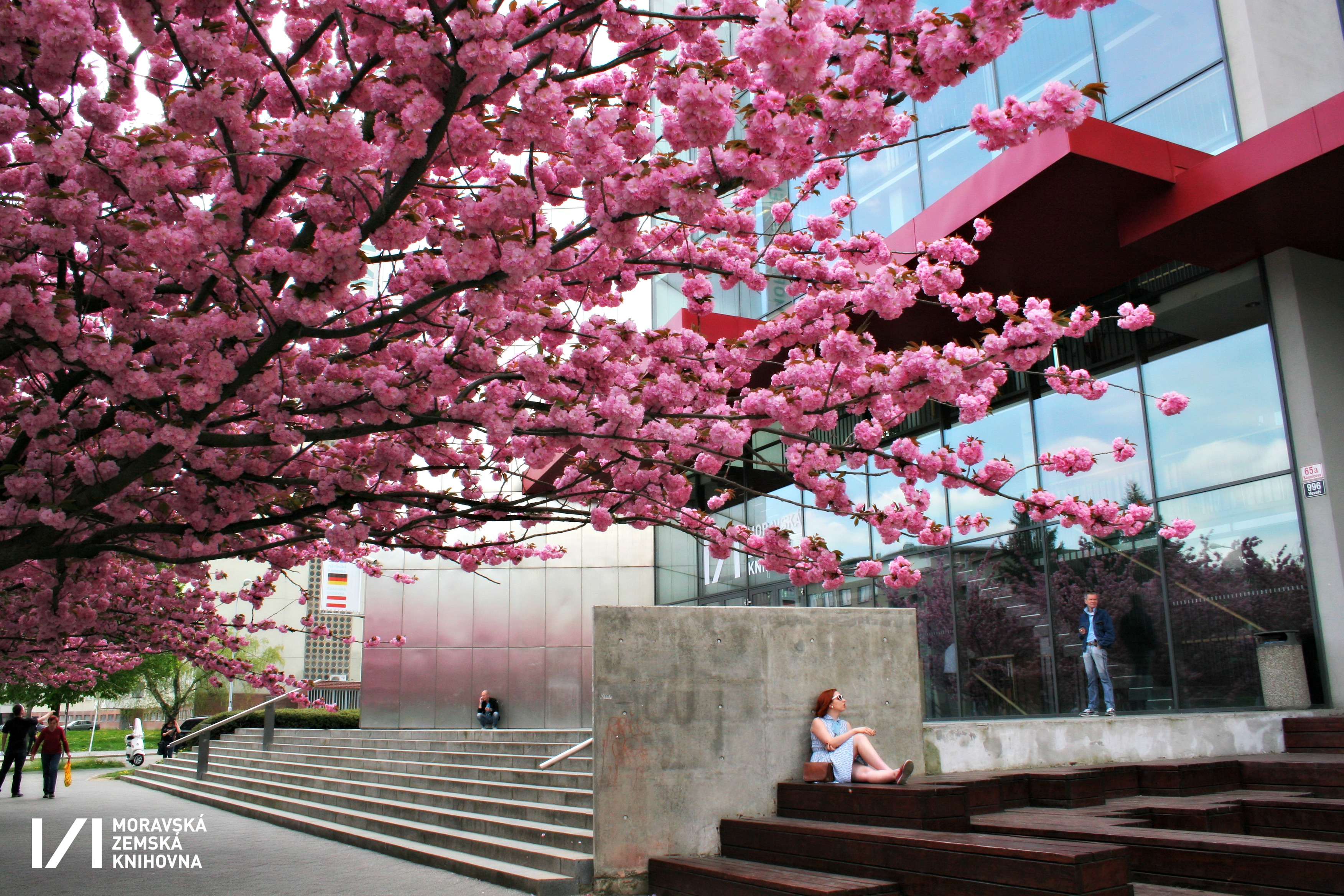
Knihovna v květnu

Moravská zemská knihovna vykonává poradenskou a konzultační činnost pro knihovny Jihomoravského kraje, vypracovává metodické plány, vede statistiku knihovnických činností. Zajišťuje vzdělávání knihovníků, servis automatizovaného knihovního systému.
Pověřené regionální knihovny v Jihomoravském kraji:
- Knihovna Jiřího Mahena v Brně
- Knihovna Karla Dvořáčka ve Vyškově
- Městská knihovna Boskovice
- Městská knihovna Břeclav
- Městská knihovna Hodonín
- Městská knihovna Kuřim
- Městská knihovna Znojmo

### Česká knihovna
Z pověření Ministerstva kultury vyhlašuje Moravská zemská knihovna každoročně projekt Česká knihovna. Jeho účelem je podpora nákupu nekomerčních titulů uměleckých děl české literatury a děl literární vědy a kritiky pro veřejné a vybrané vysokoškolské knihovny.

### Digitální knihovna
Moravská zemská knihovna provozuje rozcestníkový portál Digitální knihovna a sama v jeho rámci zpřístupňuje vlastní digitální dokumenty. Ty byly digitalizovány z různých dřívějších projektů (VISK6, VISK7, EuropeanaTravel), ale zároveň je digitální fond průběžně doplňován dalšími dokumenty z digitalizačního centra MZK, které knihovna provozuje.

### eBooks on Demand
Moravská zemská knihovna se připojila ke službě Elektronické knihy na objednávku (anglicky eBooks on Demand). Knihovna digitalizuje historické knihy, které již nejsou chráněny autorským zákonem (tzn. byly vydány mezi lety 1500–1917 a již uplynulo 70 let od úmrtí jejich autora).

### Publikační činnost
Od roku 1987 vydává knihovna regionální knihovnický časopis Duha.
Moravská zemská knihovna také vydává odborné publikace zejména z oblastí knihovnictví a literatury.

## Ředitelé a správci knihovny
Knihovna Františkova muzea

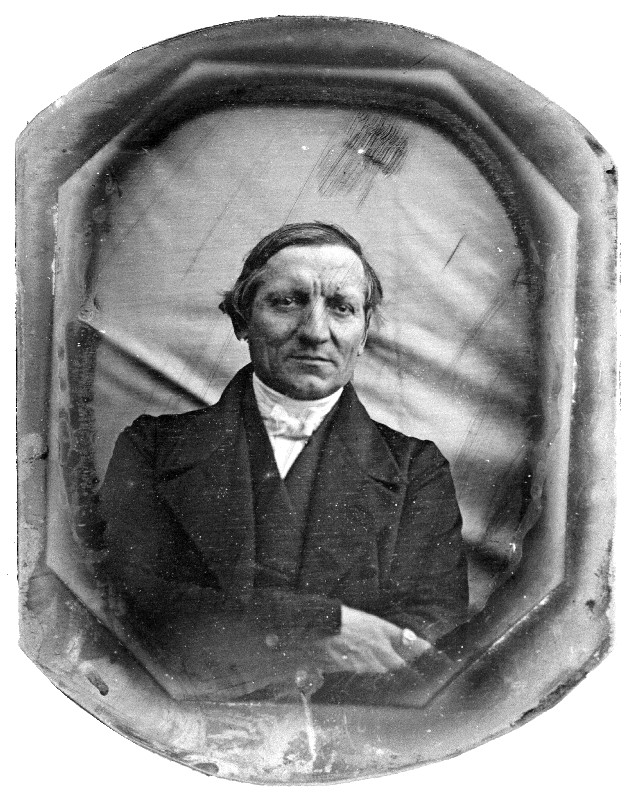
Albín Heinrich, knihovník Františkova muzea

- 1832–1864 Albín Heinrich (1785–1864)
- 1864–1895 Moritz Wilhelm Trapp (1825–1895)
- 1895–1899 Wilhelm Schram (1850–1925)

Zemská knihovna moravská
- 1899–1919 Wilhelm Schram
- 1919–1923 Hertvík Jarník (1877–1938)

Universitní knihovna v Brně
- 1919–1923 Jaroslav Sutnar (1873–1947)

Moravská zemská a universitní knihovna
- 1923–1935 Jaroslav Sutnar (1873–1947)
- 1935–1942 Karel Randé (1880–1942)
- 1942–1944 Johann Dostal
- 1944–1945 Hubert Schiel
- 1945–1948 Marie Steppanová

Universitní knihovna v Brně
- 1948–1953 Karel Vetterl (1898–1979)
- 1953–1958 Miloš Papírník (1924–2012)

Státní vědecká knihovna v Brně
- 1958–1972 Miloš Papírník (1924–2012)
- 1972–1981 Jaromír Trautmann (1921–1985)
- 1981–1987 Jiřina Sýkorová
- 1987–1993 Jaromír Kubíček (* 1938)

Moravská zemská knihovna v Brně
- 1993–2009 Jaromír Kubíček (* 1938)
- 2009–2014 Tomáš Gec (* 1972)
- 2014 Martina Bartáková (* 1970) – pověřena řízením (září–říjen)
- od 2014 Tomáš Kubíček (* 1966)